# Roop Kumar Rathod

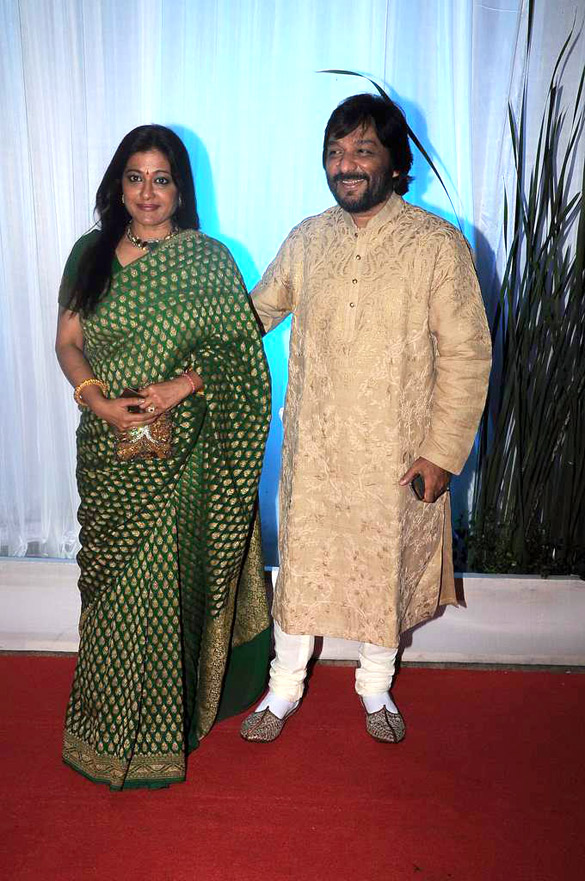
Roop Kumar Rathod con su esposa Sunali Rathod en 2012.

Roop Kumar Rathod (n. 10 de junio de 1973) es un cantante de playback indio.

## Biografía
Roopkumar es hijo del difunto Pandit Chaturbhuj Rathod, un reconocido músico de la música clásica y un exponente del denominado canto Dhrupad, un estilo musical antiguo. Además que pertenecía a la familia "Aditya Gharana de Jamnagar". Pandit Rathod entrenaba y formaba a muchos artistas reconocidos como Kalyanji - Anandji, Manhar Udhas y entre otros muchos más. Roop es famoso en el Bollywood, siendo reconocido como un excelente cantante de playback y director musical, por haber realizado extensamente trabajos musicales con Anup Jalota, como percusionista. Roop tiene dos hermanos, el compositor de música, Shravan Rathod y el cantante Vinod Rathod. Está casado con la cantante de playback Sunali Rathod.

## Inicios musicales
Se inició en el mundo de la música en sus primeros años. Su viaje comenzó como intérprete de tabla y pasó a convertirse en uno de los artistas más solicitados, después de dedicarse a las tablas musicales, colaboró a famosos cantantes de la música Ghazal, durante los años 80. Su carrera como cantante comenzó en 1989 y se hizo conocer con su primara canción titulada, 'Main Tera Aashiq Hoon', escrita y compuesta por Laxmikant Pyarelal, para una película titulada 'Gumraah.

## Filmografía

### Como cantante de playback
- Kaahe sataaye (2014) (Hindi Film) (Rang Rasiya)
- Izhaar Maine Kiya Nahi (2014) (Hindi Film)[Mujhko Khabar Hai Ke Tu]
- Pitruroon (2013) (Marathi Film) [Daya Ghana Re]
- Nedunchalai (2013) (Tamil Injathea)
- Bharatiya (2012) [Bagh Ughaduni Daar]
- Maharana Pratap: The First Freedom Fighter (2012) [Veer Pratap, Neela ghoda, Tha Hawaon Se Bhi Tej]
- Kevi Rite Jaish (2012) [Kevi Rite Jaish]
- Agneepath (2012) [O Saaiyan]
- Khokababu (Bengalí) (2012) [Mon Kande Pran Kande]
- Aye Raat Dheere Chal – The Touch of Love (3 movie)
- Nee Paata Madhuram - The Touch of Love (3 movie) Telugu version
- Tanu Weds Manu (2011) [Piya]
- Thamassu (Kannada) (2010) [Karagadiru]
- Madrasapattinam (Tamil) (2010) (Pookal Pookum)
- Veer (2010) [Salam Aaya]
- London Dreams (2009) [Barson Yaaron]
- Vaamanan (Tamil)(2009) (Oru Dhevathai)
- Rab Ne Bana Di Jodi (2008) [Tujh Mein Rab Dikhta Hain]
- Coffee House (2008)
- Drona {2008}
- Anwar (2007) (playback singer – Maula Mere)
- Pyar Kare Dis: Feel the Power of Love [Sindhi] (2007)
- Shiva {2006}
- Kokila  {2006} ("Snehama...")
- Bhagmati (2005) (playback singer)
- Veer-Zaara (2004) (playback singer)
- Madhoshi (2004) (playback singer)
- Tumsa Nahin Dekha (2004) (playback singer)
- Veer-Zaara (2004) (performer: "Tere Liye")
- Lakshya (2004) (playback singer)
- Tum – A Dangerous Obsession (2004) (playback singer) (as Roopkumar Rathod)
- Armaan (2003) (playback singer)
- Baaz: A Bird in Danger (2003) (playback singer)
- Jism (2003) (playback singer)
- Gunaah (2002) (playback singer)
- Lal Salam (2002) (playback singer)
- Filhaal... (2002) (playback singer)
- Kitne Door Kitne Paas (2002) (playback singer) (as Roopkumar Rathod)
- Bas Itna Sa Khwaab Hai (2001) (playback singer)
- Rahul (2001) (playback singer)
- Rehnaa Hai Terre Dil Mein (2001) (playback singer)
- Censor (2001) (playback singer) (as Roopkumar Rathod)
- Minnale (2001) (Tamil playback singer : "Venmathi venamathi")
- Gaja Gamini (2000) (playback singer)
- Dil Pe Mat Le Yaar!! (2000) (playback singer)
- Mela (2000) (playback singer) (as Roopkumar Rathod)
- Mother (1999) (performer: "Pardesi to hain pardesi" (male))
- Thakshak (1999) (playback singer: "Khamosh Raat")
- Dillagi (1999) (playback singer)
- Sarfarosh (1999) (playback singer: "Zindagi Maut Na Ban Jaye")
- International Khiladi (1999) (playback singer) (as Roopkumar Rathod)
- Laawaris (1999) (playback singer)
- Hu Tu Tu (1999) (playback singer) (as Roopkumar Rathod)
- Godmother (1999) (playback singer)
- Hum Saath-Saath Hain: We Stand United (1999) (playback singer)
- Mother (1999) (playback singer)
- Vinashak – Destroyer (1998) (playback singer)
- Hero Hindustani(1998) (Aisi Waisi Baat Nahi)
- Kareeb (1998) (playback singer)
- Border (1997) (playback singer) (as Roop Kumar Rathore)
- Prem Granth (1996) (playback singer) (as Roop Rathod)
- Bhairavi (1996) (playback singer) (as Roopkumar Rathod)
- Gaddaar (1995) (playback singer)
- Naajayaz (1995) (With Co-singer Kumar Sanu)
- Raja (1995) (playback singer) (as Roop Singh Rathod)
- Gumrah (1993) (playback singer)
- Angaar (1992) (playback singer)

### Composición
- Zeher (2005)
- Madhoshi (2004)
- Woh Tera Naam Tha (2004)
- "Nazar" (2005)
- "Woh Lamhe" (2006)
- "Life Express" (2010)